# Reconhecimento aéreo
Reconhecimento aéreo ou patrulha aérea é a designação de uma operação de reconhecimento para fins militares ou estratégicos, que é levado à cabo usando meios aéreos, incluindo desde aves até aeronaves tripuladas ou não. Essa atividade, pode responder a uma grande variedade de requisitos, incluindo: obtenção de imagens para fins de inteligência, observação de manobras de tropas inimigas e observador de artilharia. As informações são recolhidas por observações visuais, fotográficas ou registadas através de sensores mecânicos ou electrônicos.

## Histórico

### O início
Depois da Revolução Francesa, surgiu um grande interesse no uso de balões para observar as manobras inimigas e indicaram o cientista Joseph Coutelle para conduzir estudos nesse sentido, usando o balão L'Entreprenant, fazendo dele, a primeira aeronave de reconhecimento militar. O balão foi usado pela primeira vez no conflito com a Áustria de 1794, onde eles obtiveram informações na Batalha de Fleurus.

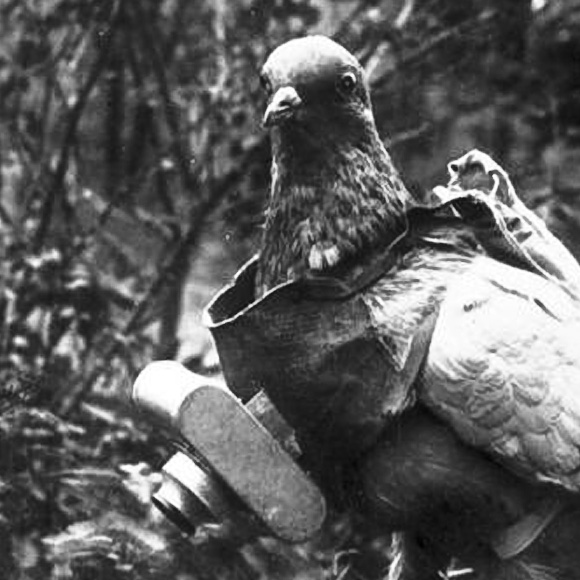
Uma pomba com câmera miniatura durante a Primeira Guerra Mundial.

Depois da invenção da fotografia, fotografias aéreas primitivas eram feitas a partir de balões tripulados ou não, começando nos anos 1860, e a partir de pipas dos anos 1880 em diante. Um exemplo foram as fotografias obtidas com pipas por Arthur Batut da cidade de Labruguière a partir de 1889.
No início do século XX, o inventor Julius Neubronner fez experimentos com "fotografias com pombas", onde as pombas carregavam câmeras miniaturizadas com temporizadores.
Em 1891, Ludwig Rahrmann patenteou um processo para prender um câmera a um grande projétil de artilharia ou foguete, e isso inspirou Alfred Maul a desenvolver o seu Foguete-câmera Maul a partir de 1903. Em 1896 Alfred Nobel já havia construído o primeiro foguete com câmera, que obteve fotos de paisagens suecas durante seus voos. Maul melhorou o seu foguete câmera e o exército austríaco chegou a testá-lo na Guerras dos Balcãs entre 1912 e 1913, mas naquela época, câmeras levadas por aviões produziam melhores resultados.
O primeiro uso de aviões em missões de reconhecimento em combate, ocorreu na Força Aérea Italiana, durante a Guerra ítalo-turca entre 1911 e 1912. Em 23 de Outubro de 1911, um piloto italiano sobre as linhas turcas na Líbia para efetuar a primeira missão de reconhecimento aéreo, e em 1 de Novembro de 1911, a primeira bomba aérea foi lançada nas tropas turcas na Líbia.
Em 16 de Outubro de 1912 um avião Albatros búlgaro, foi usado para executar a primeira missão de reconhecimento aéreo na Europa em condições de combate, contra as linhas turcas na Península Balcânica, durante a Guerras dos Balcãs (1912-1913).

### Durante a Primeira Guerra Mundial
O uso de fotografias aéreas amadureceu rapidamente durante a Primeira Guerra Mundial. Frederick Charles Victor Laws deu início ao seu uso em 1912 com o Esquadrão 1 da RAF iniciando experimentos com fotografias aéreas usando o dirigível britânico Beta. Ele descobriu que fotografias tiradas com 60% de sobreposição podiam ser usadas para criar um efeito estereoscópico permitindo a percepção de profundidade, o que poderia melhorar a qualidade das informações fornecidas pelas fotografias aéreas para a cartografia e para os setores de inteligência. Os dirigíveis foram eventualmente realocados para Marinha Real, então Laws criou a primeira unidade de reconhecimento aéreo utilizando aviões, que se tornou o Esquadrão 3 da RAF.
A Alemanha foi um dos primeiros países a adotar o uso de câmeras para reconhecimento aéreo, optando por uma Goerz, em 1913. A aviação militar francesa iniciou a guerra usando aviões Bleriot em vários esquadrões de observação, equipados com câmeras para reconhecimento. O exército francês desenvolveu procedimentos para colocar as fotos nas mãos dos comandantes em tempo recorde.
Os pilotos do Royal Flying Corps começaram a usar câmeras para registrar suas observações em 1914 e já durante a Batalha de Neuve Chapelle em 1915, todo o sistema de trincheiras alemão havia sido fotografado. A primeira câmera especificamente construída para a finalidade de reconhecimento aéreo, foi inventada pelo capitão John Moore-Brabazon em 1915 com a ajuda da companhia Thornton-Pickard, ela melhorou muito a eficiência da fotografia aérea. A câmera foi inserida no piso do avião e podia ser acionada pelo piloto em intervalos.
Moore-Brabazon também foi pioneiro na incorporação de técnicas estereoscópicas na fotografia aérea, permitindo que a altura de objetos fossem aferidas comparando fotografias de diferentes ângulos. Em 1916, a monarquia Austro-Húngara fez fotos aéreas no eixo vertical da câmera sobre a Itália para a produção de mapas.
Ao final da guerra, as câmeras aéreas haviam aumentado em tamanho e em potência focal, e estavam sendo usadas mais frequentemente a medida que provavam sua importância para fins militares. Em 1918 os dois lados estavam fotografando a frente de batalha duas vezes ao dia, e já haviam obtido mais de 500 mil fotografias desde o início do conflito.
Em Janeiro de 1918, o General Allenby usou cinco pilotos australianos do Esquadrão No.1 da RAAF para fotografar uma área de 1 620 km2 na Palestina como auxílio para corrigir e melhorar mapas da frete turca. Esse foi um uso pioneiro da fotografia aérea para auxílio na cartografia. Os tenentes: Leonard Taplin, Allan Brown, H. L. Fraser, Edward Patrick Kenney, e L. W. Rogers fotografaram uma área que se estendia 51 km atrás das linhas da frente turca. A partir de 5 de Janeiro, eles passaram a voar com a escolta de caças para enfrentar os caças inimigos. Usando aviões Royal Aircraft Factory B.E.12 e Martinsyde, eles superaram ataques aéreos inimigos, ventos de 104 km/h, fogo antiaéreo, e defeitos de toda ordem nos equipamentos para completar suas missões até 19 de Janeiro de 1918.

### Durante a Segunda Guerra Mundial

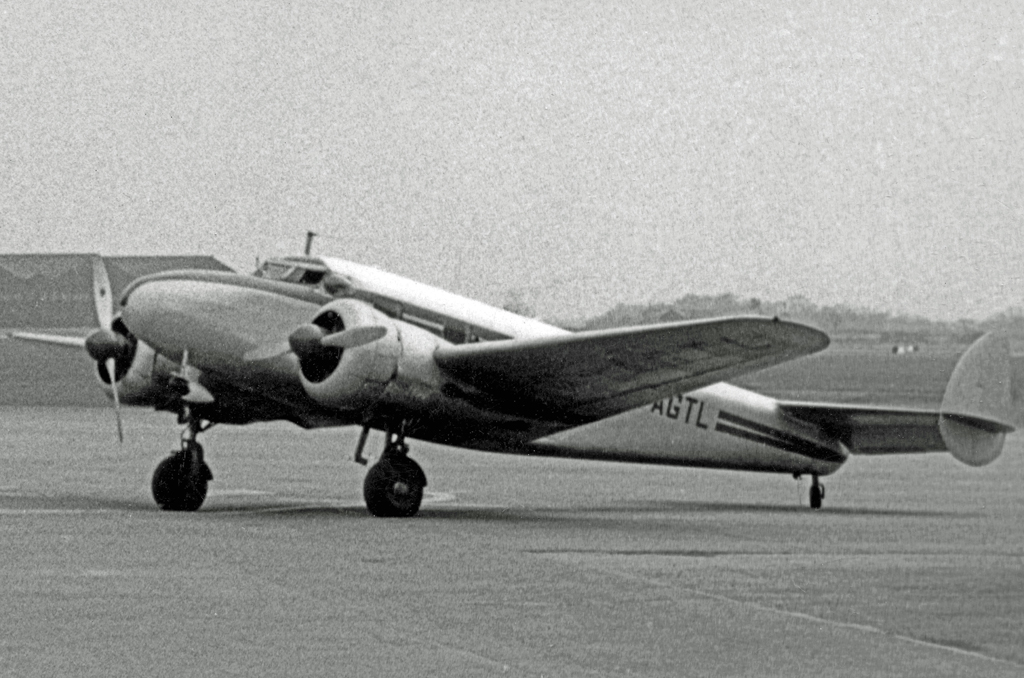
Um Lockheed 12A, da Sidney Cotton que efetuou um voo de reconhecimento em grande altitude em 1940.

Em 1928, a RAF desenvolveu um sistema de aquecimento elétrico para a câmera aérea. Isso permitiu que os aviões de reconhecimento passassem a fazer fotos de grandes altitudes sem que os componentes da câmera congelassem. Em 1939, Sidney Cotton e o Oficial Aviador Maurice Longbottom da RAF sugeriram que a tarefa de reconhecimento aéreo seria melhor executada por aviões pequenos e rápidos, que poderiam usar sua velocidade e grande teto de serviço para evitar que fossem detectados e interceptados. Apesar de hoje em dia isso parecer óbvio, na época era uma ideia totalmente radical.
Eles propuseram o uso de Spitfires com seus armamentos e sistema de rádio removidos e substituídos por combustível extra e câmeras. Isso levou ao desenvolvimento das variantes Spitfire PR. Esse aviões chegavam a  637 km/h de velocidade máxima e pouco mais de 9 km de altitude com seus armamentos removidos e eram usados para missões de foto reconhecimento. O avião era equipado com cinco câmeras que eram aquecidas para obter melhores resultados. Os Spitfires provaram ser de extremo sucesso nas missões de reconhecimento com muitas variantes sendo construídas para esse fim específico. Eles serviram inicialmente no que viria a se tornar mais tarde a Unidade de reconhecimento No. 1 da RAF (PRU).

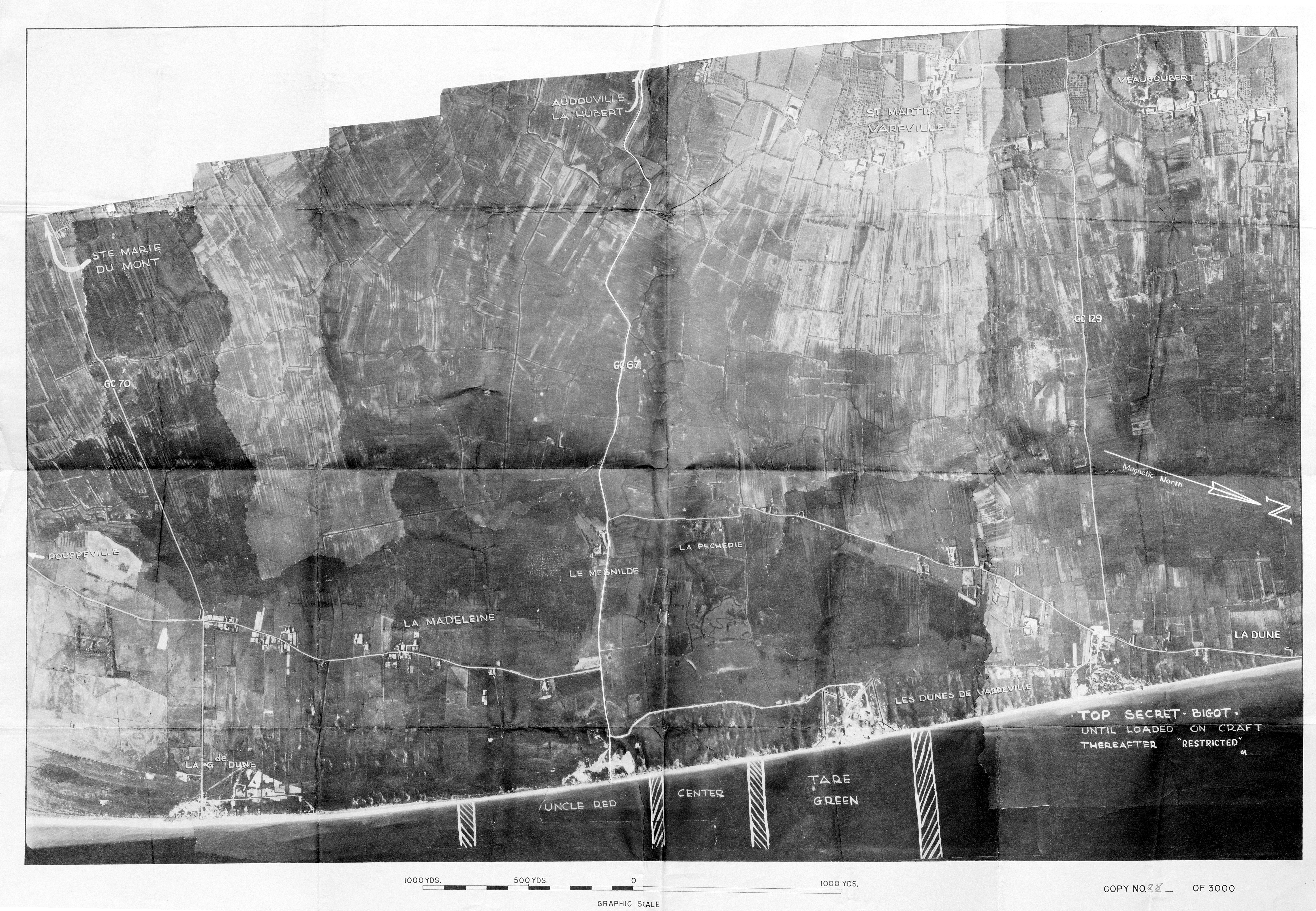
Fotos de reconhecimento aéreo da Praia de Utah antes dos assaltos aéreos do Dia-D.

Outros caças foram adaptados para o serviço de foto reconhecimento, incluindo o britânico Mosquito e os Norte americanos P-38 Lightning e P-51 Mustang. Esses aviões tinham seus armamentos removidos, pintados com camuflagem da cor do céu para torná-los difíceis de localizar no ar, e também tinham motores modificados para maior performance a grandes altitudes (muito além de 12 km).
O Norte americano F-4, uma modificação de fábrica do P-38 Lightning, substituía as quatro armas e o canhão por quatro câmeras de alta qualidade K-17. Cerce de 120 F-4 e F-4A foram tornados disponíveis apressadamente em Março de 1942, chegando ao 8o Esquadrão Fotográfico na Austrália em Abril (os primeiros P-38 em ação). O F-4 tinha uma vantagem herdada de grande raio de ação e grande velocidade combinada com a habilidade de voar a grande altitude; uma combinação potente para a tarefa de reconhecimento. Na segunda metade de 1942, a Lockheed teria produzido 96 F-5A, baseados no P-38G. O Lightning no seu papel de avião de reconhecimento era tão admirado pelos estrategistas militares que centenas deles foram convertidos "em campo"  em variantes de reconhecimento F-5. Mais tarde durante a guerra, o Mustang F-6 foi introduzido, se tornando eventualmente o modelo de reconhecimento mais usado pelos Estados Unidos na Europa. As operações de foto reconhecimento dos Estados Unidos na Europa estavam baseadas no aeroporto conhecido como RAF Mount Farm, sendo as fotografias obtidas transferidas para Medmenham para interpretação.

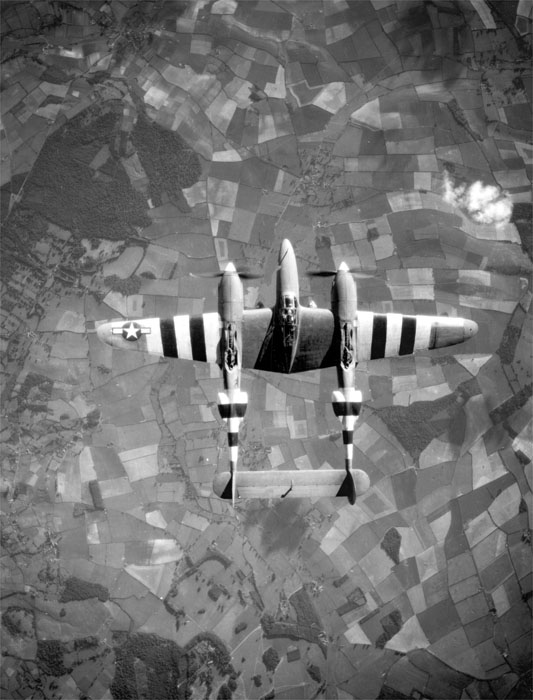
Um Lockheed F-5 Lightning, cerca de Junho de 1944, marcado com listras de invasão para ajudar na sua identificação como avião aliado.

No entanto foi o Mosquito da RAF que superou a todos na atividade de foto reconhecimento, o bombardeio convertido recebia três câmeras instaladas no compartimento de bombas. Ele tinha uma velocidade de cruzeiro de 410 km/h, uma velocidade máxima de 582 km/h e uma altitude máxima de 10,6 km. O primeiro Mosquito convertido para "Unidade de Foto Reconhecimento" (PRU) foi entregue no aeroporto RAF Benson por Geoffrey de Havilland em pessoa. Outra característica do Mosquito é que ele era mais rápido que qualquer caça acima de 12 km de altitude, com um grande raio de ação. O coronel Roy M. Stanley II (USAF), escreveu: "Eu considero o Mosquito o melhor avião de foto reconhecimento da guerra". A designação Norte americana para o Mosquito de foto reconhecimento era F-8. Aproximadamente 15 000 câmeras aéreas Fairchild K-20 foram fabricadas entre 1941 e 1945.
O Mitsubishi Ki-46 (Dinah) japonês, um avião bimotor construído especificamente para missões de reconhecimento, equipado apenas com uma arma leve, entrou em serviço em 1941.

### Análise de imagens

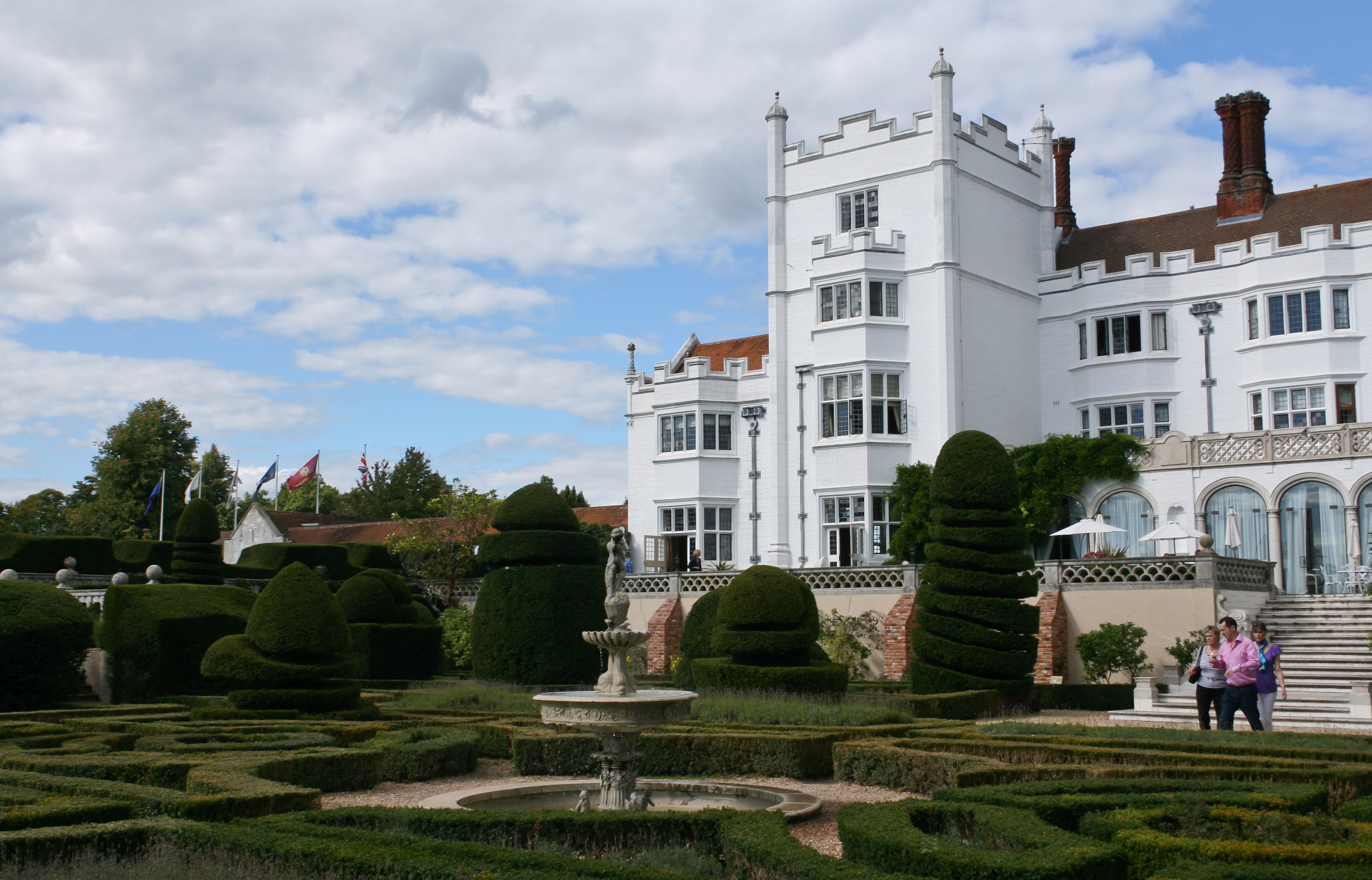
RAF Medmenham, local onde os produtos de missões de foto reconhecimento eram analisados.

A atividade de inteligência de coleta e interpretação de foto reconhecimento tornou-se uma atividade de porte considerável durante a guerra. No início de 1941, a base RAF Medmenham era a maior nessa atividade para os teatros de guerra da Europa e do Mediterrâneo. A Unidade de Interpretação Central (CIU) foi mais tarde unificada com o Bomber Command Damage Assessment Section e a Night Photographic Interpretation Section da Unidade de Reconhecimento Fotográfico No. 3, RAF Oakington, em 1942.
Durante 1942 e 2943, a CIU se expandiu gradualmente e esteve envolvida no planejamento de praticamente todas as operações da guerra, e em todos os aspectos da área de inteligência. Em 1945, a entrada média diária de material chegava a 25 000 negativos e 60 000 impressos. Cerca de 36 milhões de impressos foram feitos durante a guerra. Na época do Dia da Vitória na Europa, a biblioteca que documentava armazenava documentos de todo o Mundo, tinha cerca de 5 milhões de impressos dos quais 40 000 relatórios foram produzidos.
Funcionários Norte americanos formaram por algum tempo boa parte do pessoal da CIU e em 1 de Maio de 1944 isso foi reconhecido com a troca do nome da unidade para Unidade Central de Interpretação Aliada (ACIU). Havia na época mais de 1 700 funcionários na unidade. Um grande número de intérpretes fotográficos, eram recrutados dos Estúdio de Hollywood incluindo: Xavier Atencio. Dois renomados arqueologistas também trabalharam lá: Dorothy Garrod, a primeira mulher a chegar a uma cadeira em Oxbridge, e Glyn Daniel, que obteve reconhecimento público como apresentador de um "game show" chamado Animal, Vegetable or Mineral?.
As fotografias aéreas de Sidney Cotton estavam muito além do seu tempo. Junto com outros membros do seu esquadrão de reconhecimento, ele foi pioneiro no uso da técnica de fotografias de alta velocidade em grande altitude que foi fundamental para revelar a localização de muitos alvos militares e de inteligência. Cotton também trabalhou em ideias como um protótipo de avião especializado em reconhecimento e outras melhorias nos equipamentos fotográficos. No seu pico, os voos de reconhecimento britânicos forneciam 50 000 imagens por dia para interpretação.
De grande relevância para o sucesso do trabalho em Medmenham foi o uso de imagens estereoscópicas, usando uma sobreposição entre as imagens de exatamente 60%. Apesar do ceticismo inicial em relação à possibilidade da tecnologia alemã de foguetes, grandes operações, incluindo as ofensivas de 1943 contra o centro de desenvolvimento do V-2 em Peenemünde, só foi possível devido ao trabalho realizado em Medmenham. Ofensivas posteriores foram feitas contra possíveis bases de lançamento em Wizernes e 96 outras bases no Norte da França.
O maior sucesso operacional de Medmanham é tido como a "Operação Crossbow" que a partir de 23 de Dezembro de 1943, destruiu a infraestrutura da V-1 no Norte da França. De acordo com R.V. Jones, fotografias foram usadas para determinar o tamanho e as características dos mecanismos de lançamento tanto para a arma V-1 quanto para a V-2.

### Durante a Guerra Fria

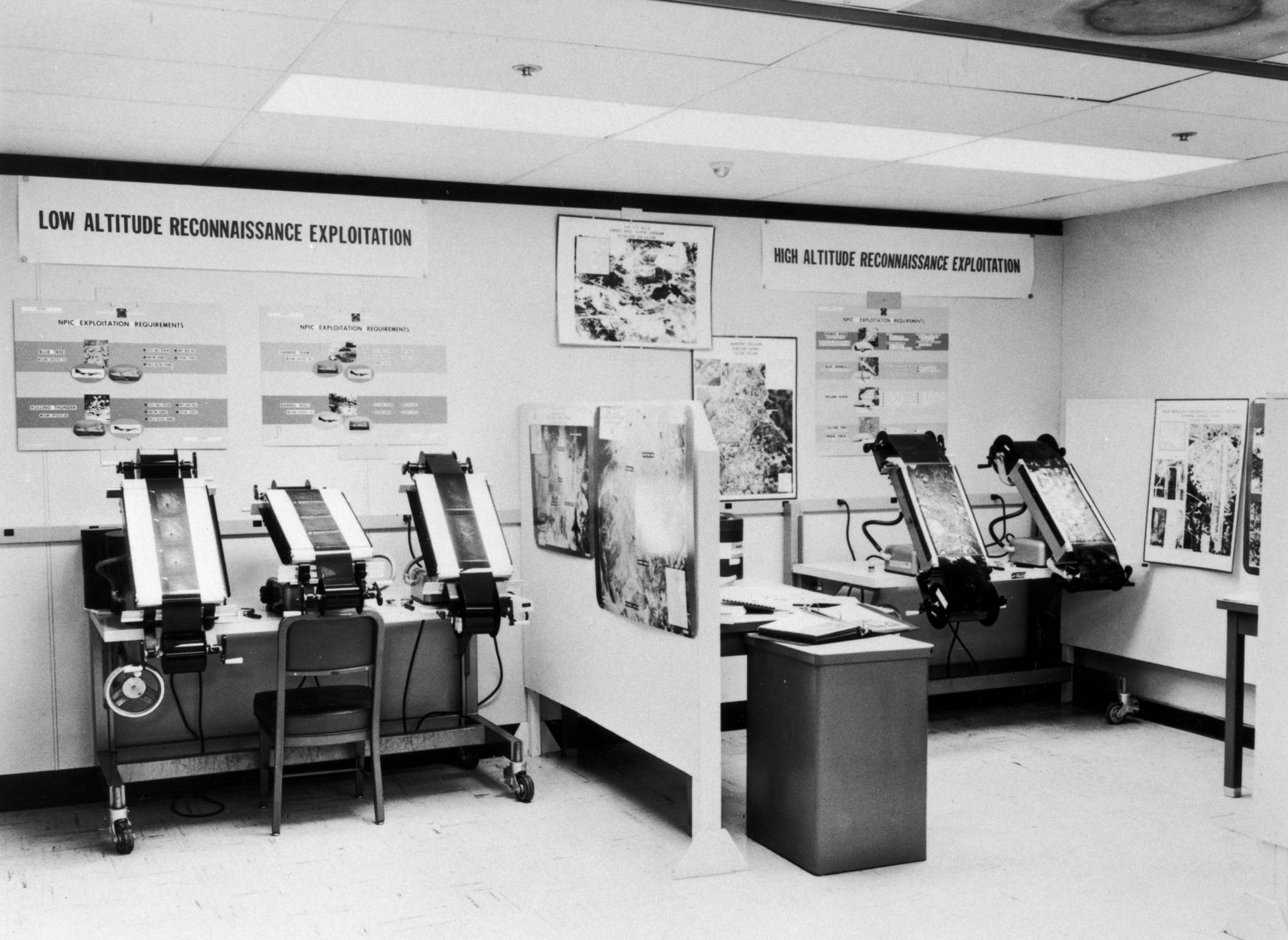
Estações de trabalho para foto interpretação na Centro Nacional de Interpretação Fotográfica durante a Crise dos mísseis de Cuba.

Imediatamente depois da Segunda Guerra Mundial, as missões de reconhecimento aéreo de longo alcance passaram a ser executadas por bombardeiros a jato adaptados, como o English Electric Canberra, e o seu desenvolvimento Norte americano, o Martin B-57, capaz de voar mais alto e mais rápido que o inimigo. Depois da Guerra da Coreia, aviões RB-47 foram usados, primeiro como versões convertidas, depois versões para o fim específico. Eles não carregavam nenhuma bomba. Eles tinham grandes câmeras montadas na "barriga" do avião, e com um compartimento de bombas truncado usado para carregar bombas de flash.

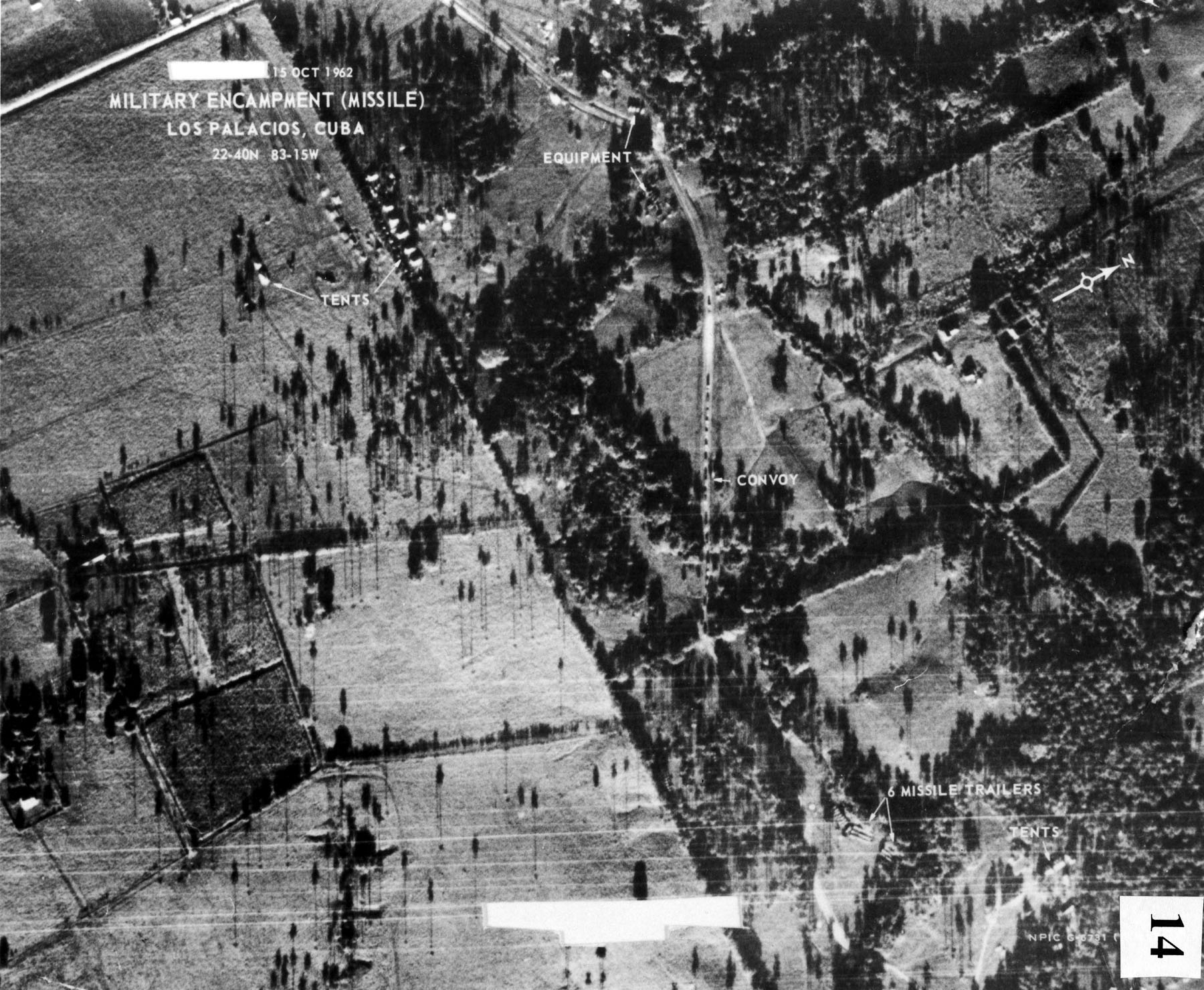
Comboio de caminhões soviéticos entregando mísseis próximo a San Cristobal, Cuba, em 14 de Outubro de 1962 (obtida por um U-2).

O advento da Guerra Fria levou ao desenvolvimento de aviões especializados de reconhecimento estratégico altamente secretos, ou "aviões espiões", como o Lockheed U-2 e seu sucessor, o SR-71 Blackbird (ambos dos Estados Unidos). Voar esses aviões, mostrou ser uma tarefa extremamente árdua, devido às velocidades e altitudes extremas por ele atingidas, sem contar o risco de ser capturado como espião. Como resultado disso, as tripulações desses aviões eram rigidamente escolhidas e treinadas.
Existem alegações de que os Estados Unidos construíram um avião de reconhecimento hipersônico chamado de SR-91 Aurora, no final dos anos 80 para substituir o Blackbird.
Desde o início dos anos 60, o reconhecimento aéreo e por satélites nos Estados unidos tem sido coordenado pelo National Reconnaissance Office.

## Tecnologia moderna

### Drones
São veículos aéreos não tripulados, de maior porte usados pelas maiores potências hoje em dia.
- MQ-9 Reaper[19] As câmeras carregadas por esses veículos são capazes de identificar objetos do tamanho de uma caixa de leite partindo de altitudes de 18 km.[20]
- RQ-4 Global Hawk

### UAVs miniatura
Geralmente operados por soldados em terra, o baixo custo e facilidade de operação desses VANTs permitiu que forças como os rebeldes líbios fizessem uso deles.

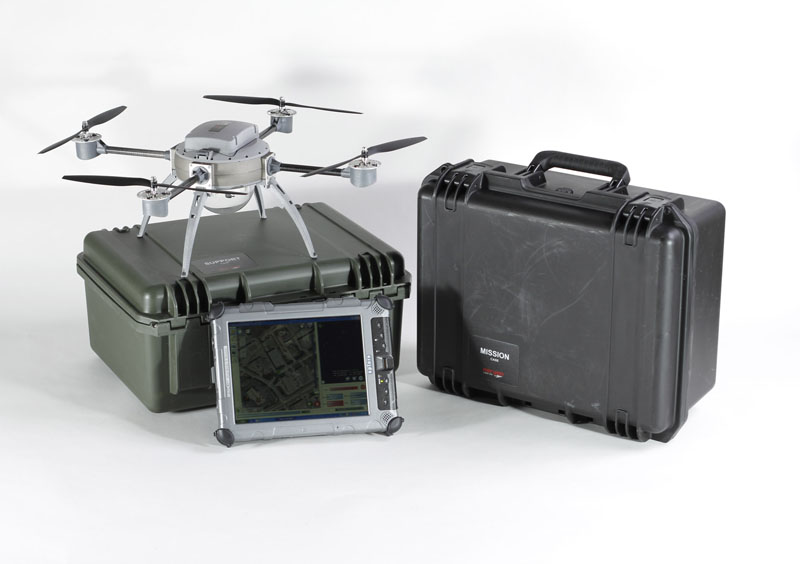
O VANT VTOL Aeryon Scout.

- AeroVironment Wasp III (avião - propulsão elétrica)
- Aeryon Scout/Aeryon SkyRanger (um rotor VTOL)
- EMT Aladin (avião - elétrico - feito na Alemanha)
- RQ-84Z Areohawk (avião - elétrico - feito na Nova Zelândia)

### Baias de reconhecimento
Baias ou módulos de reconhecimento podem ser carregados por aviões do tipo caça-bombardeiro. Exemplos incluem os britânicos DJRP e RAPTOR; o chinês KZ900; e o usado no F-14 Tomcat da Marinha dos Estados Unidos, chamado TARPS. Alguns aviões não militares também podem receber baias de reconhecimento, como o Qinetiq Mercator para ajudar em casos de desastres ambientais por exemplo.